# Бхактиведанта-колледж
Бхактиведа́нта-ко́лледж (англ. Bhaktivedanta College) — вайшнавское богословское высшее учебное заведение, аффилированное с Честерским университетом и Международным обществом сознания Кришны (ИСККОН).

## Кампус
Кампус колледжа расположен в живописном сельском районе Арденнских гор, на территории кришнаитской общины Радхадеш. Радхадеш является одним из крупнейших центров ИСККОН в Европе, и одновременно одной из туристических достопримечательностей Бельгии, которую ежегодно посещают несколько десятков тысяч туристов.

## История
Бхактиведанта-колледж был основан в 2002 году при содействии Министерства развития образования ИСККОН, преследовавшего цель создания вайшнавского высшего учебного заведения, которое обеспечило бы нужды ИСККОН. В партнёрстве с Уэльским университетом в Лампетере колледж разработал бакалаврскую программу по богословию, став первым высшим учебным заведением ИСККОН, получившим аккредитацию. В 2010 году произошла реорганизация Уэльского университета, после которой колледж начал работать в партнёрстве с Честерским университетом.

## Миссия
Миссией Бхактиведанта-колледжа является подготовка вайшнавских проповедников, богословов, учителей, учёных и духовных лидеров.

## Программы
По окончании трёхгодичного курса обучения выпускникам колледжа присваивается степень бакалавра по одной из двух специальностей: «богословие и религиоведение» или «педагогика, богословие и религия».

## Ректор
Ректором Бхактиведанта-колледжа с момента его основания является Ядунандана Свами. Он родом из Каталонии и является учеником Сатсварупы Дасы Госвами. Одно время исполнял обязанности регионального секретаря (вице-президента) ИСККОН в Испании.